# Duruelo (Ávila)

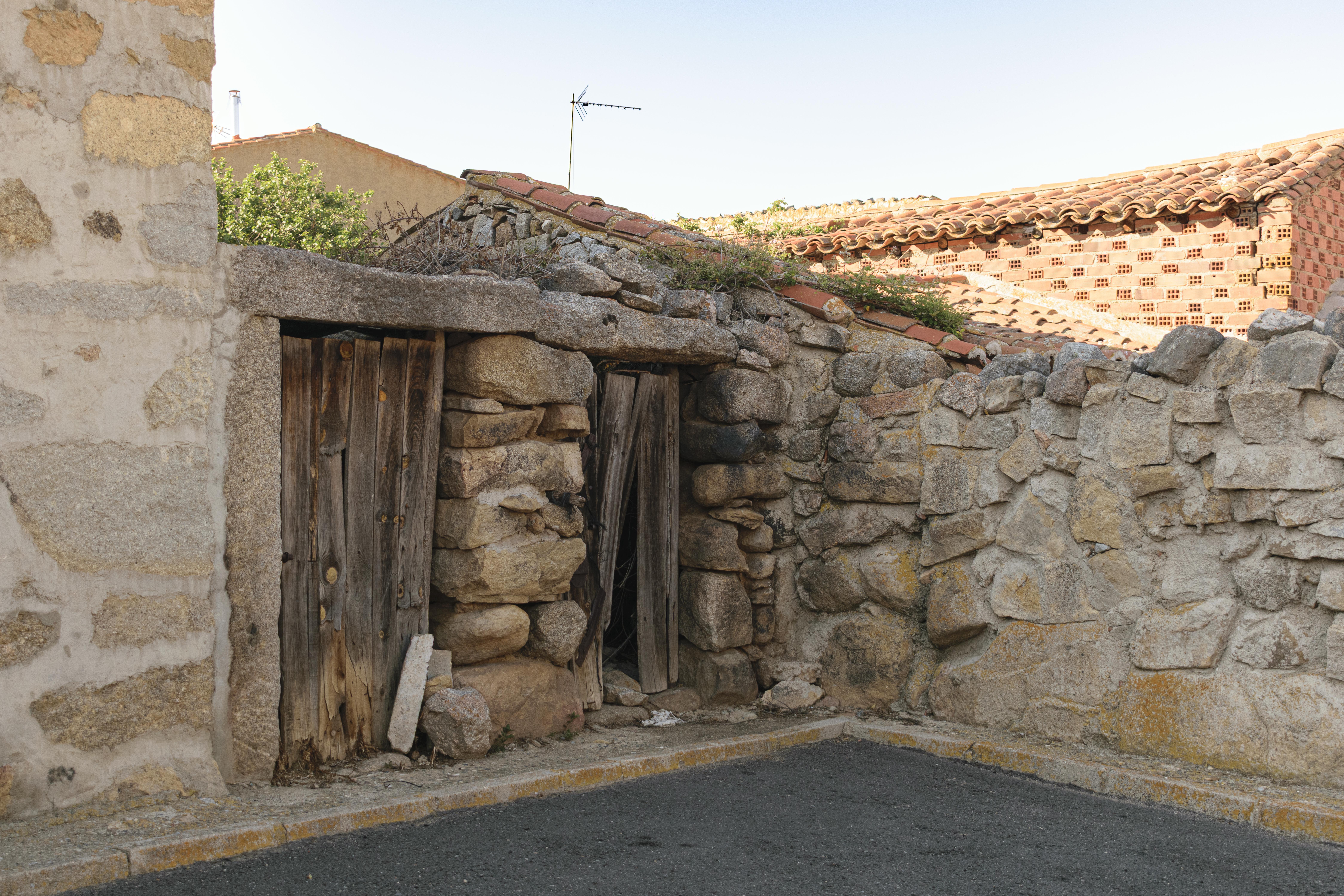
Efectos de la España vaciada en Duruelo

Duruelo es una pequeña aldea perteneciente al ayuntamiento de Casasola, Provincia de Ávila, Castilla y León, España. Se encuentra a más de 1250 metros de altitud y tiene una población de apenas 20 personas, aunque las empadronadas superan las 30. En 2010 tenía una población de 33 habitantes, de los cuales 16 eran varones y 17 mujeres. La aldea cuenta con una iglesia parroquial dedicada a Nuestra Señora de la Asunción. Sus patrones son San Blas cuya festividad se celebre el 3 de febrero y San Roque el 16 de agosto.

## Historia
La localidad aparece descrita en el séptimo volumen del Diccionario geográfico-estadístico-histórico de España y sus posesiones de Ultramar de Pascual Madoz de la siguiente manera:

DURUELO: l. en la prov. y part. jud. de Avila, ayunt. de Casasola, en cuyo pueblo están incluidas las circunstancias de su localidad, pobl. y riqueza (V.).
(Madoz, 1847, p. 428)

## Demografía
| Gráfica de evolución demográfica de Duruelo entre 1900 y 2023                            |
|                                                                                          |
| Fuente: Instituto Nacional de Estadística de España - Elaboración gráfica por Wikipedia. |